# جودی مور
جودی مور یا به اختصار جودی (انگلیسی: Jodie Moore؛ زاده ۱۱ آوریل ۱۹۷۶) بازیگر پورنوگرافی اهل استرالیا و یک رقصندهٔ حرفه‌ای است.

## حرفه
جودی مور کارش را در سال ۱۹۹۶ و با حرفهٔ رقص استریپ آغاز کرد. وی بعد از مدتی در این رقص مهارت و شهرت زیادی پیدا کرد و در بسیاری از کلاب‌های شبانهٔ استرالیا به کار مشغول شد؛ تا اینکه در سال ۲۰۰۰ برای مجله‌های مخصوص مردان مدل شد.
جودی کارش را در پورنوگرافی در سال ۲۰۰۱ و با Liquid Gold شروع کرد. در سال ۲۰۰۲ نیز جایزهٔ بهترین بازیگر زن آمریکایی را در جشنوارهٔ ونوس دریافت کرد.
جودی علاوه بر اینکه در سکس، کارش را بسیار خوب انجام می‌دهد؛ درسیاست نیز فعال است. وی جز انگشت شمار بازیگران پورنو است که در سیاست نیز فعال بوده و حتی در انتخابات سال ۲۰۰۱ چیزی نمانده بود تا ملکهٔ استرالیا شود. وی در سال ۲۰۰۴ به دفتر لرد مایور در بریسبان راه یافت و در همان سال هم وارد مجلس سنای استرالیا شد.

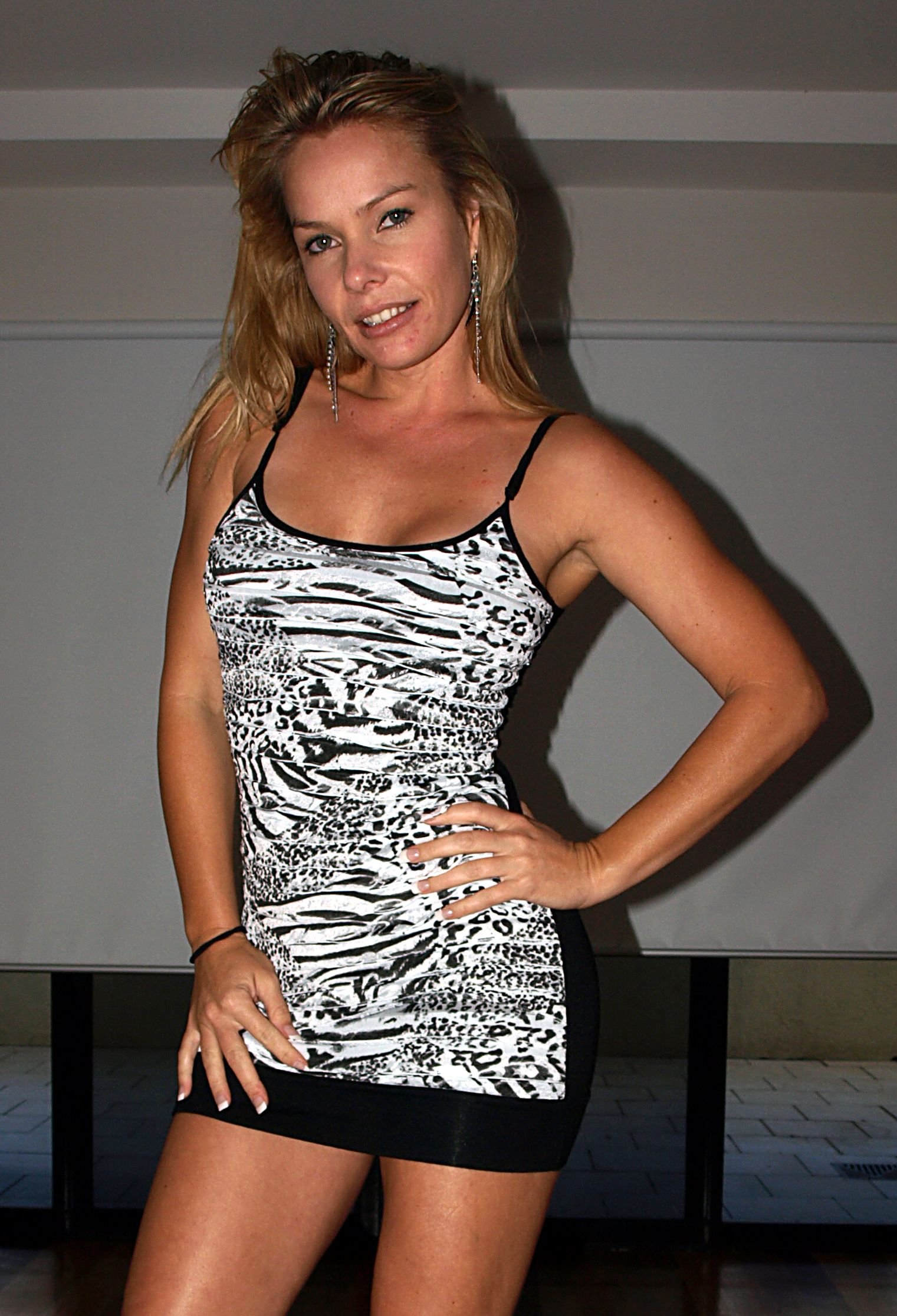
جودی مور در بریزبن (۲۰۱۱)

## جایزه‌ها
جایزهٔ سال ۲۰۰۲ از جوایز ونوس برای بهترین بازیگر زن آمریکایی سال

## فیلم‌های برگزیده
- Lust Connection (2005)
- Private Sports 3: Desert Foxxx (2003)
- Private Black Label 30: The Scottish Loveknot (2003)
- American Nymphette 6 (2003)
- Nymph Fever 6 (2002)
- Liquid Gold (2001)
- I Dream Of Jodie TV
- The 5th Wheel TV